# Associação Desportiva São Caetano
L'Associação Desportiva São Caetano és un club de futbol brasiler de la ciutat de São Caetano do Sul a l'estat de São Paulo.

## Història
L'equip va ser fundat l'any 1989. Després de guanyar campionats a les categories inferiors de l'estat l'equip s'instal·là entre els millors del país als anys 2000. L'equip es proclamà subcampió del campionat brasiler de futbol els anys 2000 i 2001 superant molts dels clubs històrics del Brasil. L'any 2002 arribà a la final de la Copa Libertadores on fou derrotat pel Club Olimpia d'Asunción en els penals. Finalment, el 2004 guanyà el seu primer campionat important, el campionat paulista. El gran rival local del club és l'Esporte Clube Santo André, de la població veïna.

## Estadi
El São Caetano juga a l'estadi Anacleto Campanella, construït el 1955 i amb capacitat per a 22.738 espectadors.

## Jugadors destacats
- Adhemar
- Brandão
- Serginho Chulapa
- Magrão
- Euller
- Sílvio Luís
- César
- Dininho
- Gilberto
- Mineiro

## Palmarès
- 1 Campionat paulista: 2004
- 1 Campionat paulista de segona divisió: 2000